# Mitsubachi Gauken
Mitsubachi Gauken (みつばち学園?) es un videojuego de aventura desarrollada y publicada por Hudson Soft para PC Engine en 14 de septiembre de 1990. No fue publicado fuera de Japón.
- Datos: Q20995162